# 別列日夫卡
50°48′32″N 32°45′23″E / 50.80889°N 32.75639°E
別列日夫卡（烏克蘭語：Бережівка）是位於烏克蘭北部切爾尼希夫州裏普里盧基區的村莊，始建於1600年，面積34.31平方公里，海拔高度148米，2001年人口762，人口密度每平方公里22.21人。